# Die Posaune

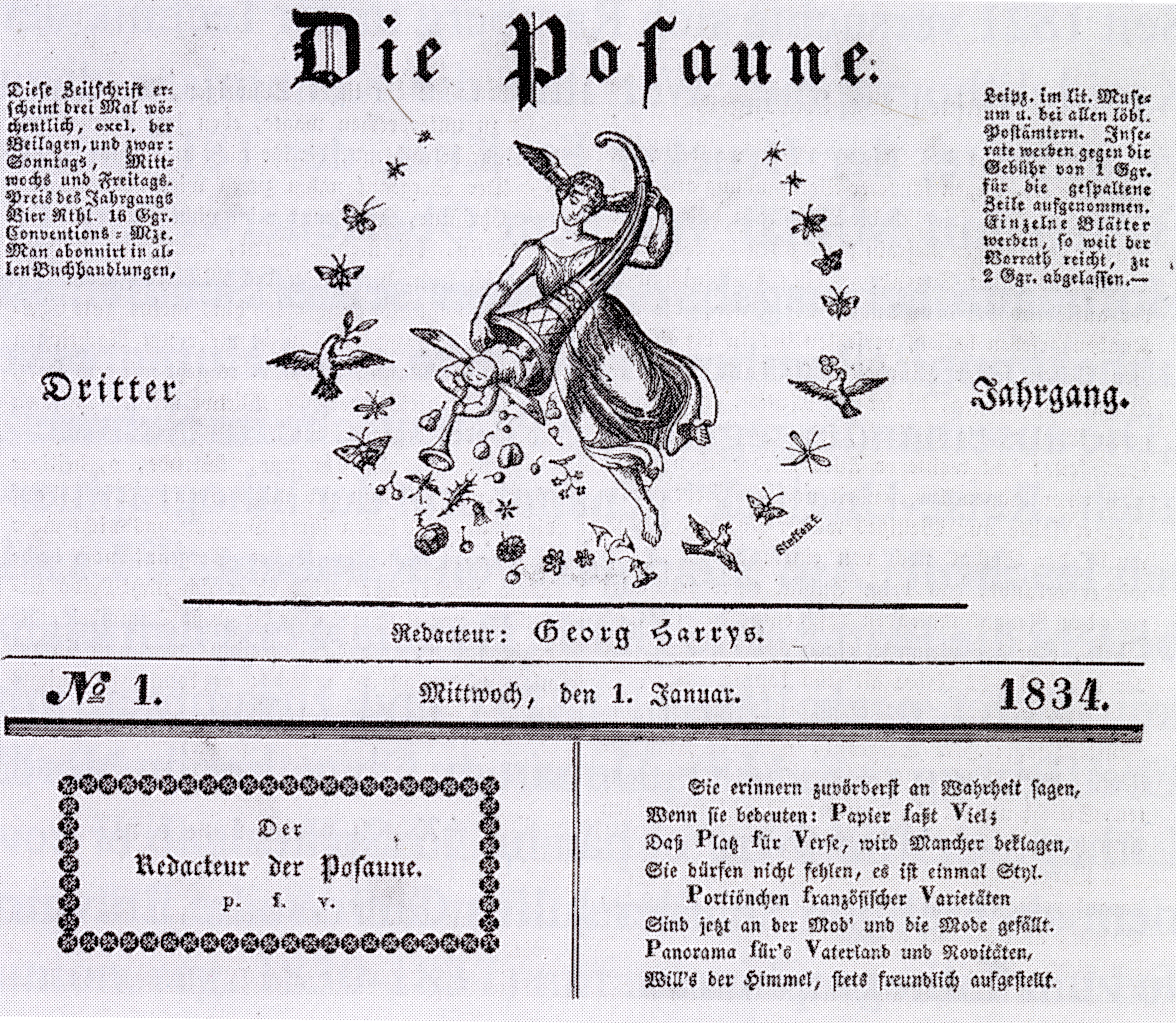
Erstmals am 1. Januar 1834 genutztes Signet für die Posaune;
Holzstich von C. H. Steffen nach Johann Heinrich Ramberg

Die Posaune war eine als Reaktion auf die französische Julirevolution von 1830 ab dem 2. Oktober 1831 erst zwei-, dann dreimal wöchentlich erschienene Zeitung. Unter dem Untertitel "Überlieferungen aus dem Vaterlande und dem Auslande" eröffnete sie mit der auch fortan vorgetragenen Forderung nach Pressefreiheit. Gründer war der hannoversche Literat und Redakteur Georg Harrys.
Harrys widmete sich vor allem, oft auch ironisch, dem Kulturleben der Zeit: So erschien in der Posaune zum Beispiel Johann Hermann Detmolds Rezension über die erste Ausstellung im Kunstverein Hannover.
Georg Harrys übernahm 1838 die Redaktion der väterlichen Zeitschrift, die ab 1845 und unter dem Cheflektorat von Karl Goedeke in Hannoversche Morgenzeitung umbenannt wurde.